# Gurparanzahu Agadében
Gurparanzahu Agadében (vagy Kurparanziḫu, mgur/kur-pa-a-ra-an-zi/za-ḫu) egy hurri–hettita történet címe, ismert még „Gurparanzahu meséjeként” is. Egyes feltevések szerint egy hurri mítosz feldolgozása, ám a hurri nyelv megjelenése a hettita irodalomban általános jelenség az i. e. 14. század elejétől. Öt töredékben maradt fenn, amelyek a CTH#362 szám 3–7 sorszámai alatt szerepelnek a hettita szövegek katalógusában, mivel a CTH#362.3A számú töredéknek három száma is van. Forráskiadásai a KUB 36.67, KBo 26.104, KBo 22.98, KUB 17.9, KUB 36.34, KBo 22.96 és KBo 22.70.

## Tartalma
Érdekes elbeszélés egy mitikus hősről, Gurparanzahuról, aki az íjászat bajnoka, mesterlövész vadász. Nyilai „repülnek, mint a madarak”. Egy vadászata alkalmával zsákmányával Agade városába megy, Impraku királyhoz, akitől a hős vadász megkéri a leánya, Tatizuli kezét. Ünnepi lakomát csapnak, ezután: „legyőzte a hatvan embert (itt király), (és a) hetven fiatal férfit (itt harcos) egy lövéssel”. Sőt, mivel a GEŠ2.U sumer logogram egyszerre jelent 70-es és 600-as számot is, az sem kizárt, hogy 600 harcosról van szó. Homályos, hogy íjászversenyről olvasunk-e vagy szabályos küzdelemről, bár nagyon valószínű, hogy nem csatáról. A győzelem után a nászéjszaka elmarad, mivel az új feleség a menyasszonyváltság kifizetéséig ezt nem akarja. Más értelmezés szerint nem vehette feleségül a leányt a váltság teljesítéséig. Az bizonyos, hogy Gurparanzahu sírva fakad, amit Aranzahu, a folyó meghall és a sorsistenek közbenjárását kéri az ügy elintézéhez.
Az Aranzahu név etimológiailag megegyezik a hettita Arantu névvel, amely a klasszikus kori Orontész megfelelője. Az Arantu–Tigris azonosságot Hans Gustav Güterbock vezette be éppen a Gurparanzahu-történet alapján. Elképzelhető, hogy itt a Tigrisről van szó, hiszen a történet Agadében játszódik, amely város Mezopotámiában van. De az is lehetséges, hogy a hettita írnok nem volt tisztában azzal, hogy az Orontész nem Agade mellett folyik. A történet főszereplőjének neve is beszélő név, a gur-pa és az aranzahu tagokból tevődik össze. A GUR vagy KUR logogram „földet” vagy „országot, területet” jelent. Vagyis az Aranzahu folyó partján elterülő térségből származó emberről van szó. Tekintve, hogy Agade nem a szülővárosa a főhősnek, a Tigris folyó nem az egyetlen lehetséges azonosítás. A folyó epizódjával a szöveg véget ér, a történet vége ismeretlen.

## Irodalmi párhuzamai
Van egy párhuzamos motívum hettita irodalomban, mégpedig a hettita Gilgames-eposzban, ahol szintén a legjobbak versenyéről van szó. Lehetséges, hogy a Gurparanzahu-mese nem az akkád prototípust követi, hanem a Gilgames-eposzból vette a témáját, függetlenül attól, hogy a téma az ősi és messzi földön fekvő Akkád Birodalom.
Az akkád és hettita eposzok és félmitikus, héroszokról szóló történetek hasonlóak egymáshoz általában is. A Sarrukínról szóló „Háború királya”, Narám-Szín Naru-szövege, a hettiták Calpa-szövege és az Anittasz-szöveg mind keveréke a jól igazolt történelmi anyagnak és a mítoszoknak, az utóbbi általában rituális szándékot takar. Például Narám-Szín történelmileg hiteles hadjáratai között van egy betoldás a Su-ila démon elleni harcról, amely emlékeztet az újévi szertartások (akítu, a hettitában purulijasz) közt szereplő rituális „szent küzdelem” leírásaira. A Gurparanzahu-mítoszban egy, az Akkád Birodalom ellen irányuló hadjárat emléke is rejtőzhet, amelyben a harc íjjal és nyíllal történik, Gurparanzahu a győztes több mint 60 király és azok 70 (600?) hőse felett. Ezek a számadatok egybevethetők az Amarna-levelekben olvashatókkal, miszerint Sarrukín 17 királlyal az oldalán vonult hadba, akiknek egyike Pambasz volt.
Gurparanzahu győzelmét egy szintén rituális jelentőségű, szent házasság követi. A lakoma és az íjászverseny valószínűleg a házasság egyik feltétele volt, csak a győztes köthetett Tatizuli hercegnővel frígyet. A motívum teljesen azonos azzal az íjászversennyel, amelyet Homérosz az Odüsszeiában írt le. Itt Odüsszeusz Pénelopé kérőivel vív meg, sőt összecsapássá fajul a próbatétel. Itt a nyeremény Pénelopé keze, Gurparanzahunál a király leánya, Tatizuli a díj. Az Odüsszeusszal vonható párhuzamok mértéke még vitatott, Haas szerint a két elbeszélés teljesen megegyezik, West ezzel szemben azt mondja, hogy bár nyilvánvalóak a motívumok párhuzamai, a különbség tetemes, mivel semmi sem utal Gurparanzahu esetében a királyok és hősök megölésére, csak a legyőzésükre.

## Mitológiai vonatkozásai
A nyíl és nyílvessző Mezopotámiában Erra, Ninurta és Nergal szimbóluma. Az újasszír korban egyértelműen a férfi szexualitás jelképe, a Szíriusz asszír neve Nyílcsillag. A hettita művészetben gyakran feltűnnek íjas vadászok ábrázolásai. Az íjjal és nyíllal végzett mágikus szertartások a férfi szexualitást szimbolizálták, emellett a férfi bátorságát és katonai rátermettségét is. A rituálék célja az volt, hogy távol tartsa a járványokat a hettita hadseregtől, és visszafordítani azt az ellenség felé. A járványküldő isteneket is általában íjjal és nyíllal ábrázolják. A Gurparanzahu-történetben elbeszélt íjászversenyhez hasonló mese az óhettita korú Palotakrónikában is olvasható.